# جيت
جِيْت قرية فلسطينية تتبع محافظة قلقيلية شمال الضفة الغربية. بلغ عدد سكانها حسب الجهاز المركزي للإحصاء الفلسطيني حوالي 2,405 نسمة حسب التعداد العام للسكان الذي أجري عام 2017. وهي من القرى المحتلة عام النكسة.

## الجغرافيا
تقع قرية جيت في الجزء الشمالي الغربي من الضفة الغربية، إلى الغرب من مدينة نابلس بمسافة لا تزيد عن 9 كم، وعن مدينة قلقيلية بحوالي 20 كم إلى الشرق منها. تقع على تقاطع طريقي 60 و 55، اللذان يربطان شمال الضفة الغربية بوسطها، فهي تربط مناطق طولكرم، قلقيلية، نابلس، سلفيت، رام الله. أقام الاحتلال حاجز تفتيش على المفترق.

### الحدود
يحيط بها من الشرق قريتي بيت إيبا وصرة، ومن الشمال قرية قوصين، ومن الغرب بلدة كفر قدوم، أما من الجنوب فيحدها قريتي فرعتا وإماتين.

## التاريخ
لم يتم العثور على أي بقايا من الفترة البيزنطية في القرية. أشار ضياء الدين المقدسي إلى وجود السكان المسلمين في القرية، وأن أتباع ابن قدامة عاشوا فيها.

### العهد العثماني
تبعت جيت إلى الإمبراطورية العثمانية في عام 1517 مع كل فلسطين، وكانت تتبع ولاية شرق بيروت. في عام 1596 ظهر لأول مرة اسم القرية في سجلات الضرائب العثمانية تحت اسم «جيت جمال»، حيث دفعوا معدل ثابت للضريبة بنسبة 33,3٪ على المنتجات الزراعية المختلفة، مثل القمح، والشعير، والمحاصيل الصيفية، والزيتون، والماعز، وخلايا النحل. في عام 1838 لاحظ الباحث الأمريكي إدوارد روبنسون أن القرية تقع في منطقة جورة عمرة جنوب نابلس.
عام 1870، قدر عالم الآثار الفرنسي فيكتور جويرين أن جيت بها ما بين 750 - 800 نسمة، ولاحظ أن هناك عدد من المنازل من الأحجار المقطوعة، وهناك أيضاً العديد من المنازل في حالة الدمار الجزئية أو الكلية. وإلى الجانب الشمالي الغربي من القرية، وجد بئراً. عام 1882، أجرى صندوق استكشاف فلسطين الغربية مسحاً للبلدة ووصفها بأنها «قرية مبنية من الحجر بشكل جيد مع منازل مرتفعة، وهي محاطة بالزيتون، وفيها بئر غربها».

### الانتداب البريطاني
في عام 1917، سقطت جيت بيد الجيش البريطاني، ودخلت القرية مع باقي فلسطين مظلة الانتداب البريطاني على فلسطين عام 1920.
أجرت سلطات الانتداب البريطاني تعدادا عاما للسكان عام 1922، وقد بلغ عدد السكان حوالي 285 نسمة. ثم تزايد العدد حتى وصل إلى 289 نسمة في تعداد عام 1931. أما في تعداد عام 1945، فبلغ عدد سكان جيت حوالي 440 نسمة جميعهم مسلمون.

### الحكم الأردني
في أوائل خمسينيات القرن العشرين أتبعت جيت للحكم الأردني بين حربي 1948 و1967، وكان عدد سكانها آنذاك حوالي 660 نسمة عام 1961، وكانت تتبع إدارياً إلى قضاء نابلس.

### النكسة
سقطت جيت في يد الاحتلال بعد حرب النكسة.

### السلطة الفلسطينية
بعد تأسيس السلطة الفلسطينية، قسمت أراضي البلدة إلى قسمين: الأول شكل حوالي 14% وعرف باسم المنطقة «ب»، أما القسم الآخر فقد شكل النسبة المتبقية وعرف باسم المنطقة «ج». أتبعت البلدة إدارياً لمحافظة قلقيلية.

## السكان
دخلت فلسطين وفود كبيرة عبر العصور من تجار وغيرهم؛ وذلك لموقعها الهام كنقطة وصل بين القارات، ومركز للحضارات والأديان. يبلغ عدد سكان جيت حاليا حوالي 2,405 نسمة جميعهم من المسلمين، وذلك حسب التعداد العام للسكان 2017 الذي أجراه الجهاز المركزي للإحصاء الفلسطيني.
| السنة      | (1870)  | (1922) | (1931) | (1945) | (1961) | (تعداد 1997) | (تعداد 2007) | (تقدير 2012) | (تعداد2017) |
| ---------- | ------- | ------ | ------ | ------ | ------ | ------------ | ------------ | ------------ | ----------- |
| عدد السكان | 750-800 | 285    | 289    | 440    | 660    | 1,649        | 2,171        | 2,472        | 2,405       |

### عائلات جيت
ينتمي سكان القرية إلى عدة عائلات هي: السدة، يامين، عرمان، أبو بكر، ساخن، جيتاوي.

## مؤسسات جيت
يدير القرية مجلس قروي يأتي أعضائه بالانتخاب كل أربع سنوات. وفيها أربع مدارس حكومية، وعيادة صحية حكومية وأخرى خاصة، وعدة مساجد، وجمعيات نسائية وخيرية، وناد رياضي.

## السياحة والآثار
تحتوي قرية جيت على العديد من المواقع الأثرية التي تعكس تنوعا حضاريا يعود لحقب زمنية مختلفة، فهي تدل على قدم البلدة وعرقتها. دمر عدد منها تحت جدار الضم والتوسع العنصري، وتعرض بعض منها للنبش، والتخريب، والإهمال.

### المقامات الدينية
مقام السيد الخضر، ومقبرة الأولياء الصالحين، والجامع العمري

### الخرب الأثرية
خربة أم الفحم المدفونة، وخربة السعدي المدفونة أيضاً ويظهر منها بقايا بئر ماء أثري.

## الاقتصاد

### الزراعة
تعد الزراعة القطاع الاقتصادي الرئيسي في البلدة، تنتج البلدة محاصيل الزيتون، والتين، واللوز، والعدس، والقمح وبعض الخضراوات. لكن التوسع العمراني للبلدة والتوسع في البنية التحتية وفتح الشوارع قلص المساحات المزروعة من الأراضي الزراعية.
تراجعت في السنوات الأخيرة أعداد الثروة الحيوانية بسبب ارتفاع أسعار الأعلاف وقلة المساحات الحيوية نتيجة الجدار والاستيطان، وأيضاً تعتبر مشكلة الخنازير البرية التي يطلقها المستوطنون من أكبر المشاكل التي تؤثر على القطاع الزراعي في جيت خاصة والمحافظة عامة.

## الاستيطان
تبلغ مساحة أراضي منطقة «ج» في البلدة حوالي 86%، أقيم عليها عدة مستوطنات مثل: كدوميم، إضافة إلى اقتطاع أجزاء واسعة من أراضي القرية لشق طرق التفافية مثل طريق 60 و 55.

## وصلات خارجية
- ملف قرية جيت - معهد الأبحاث التطبيقية (أريج).
- صفحة قرية جيت في موقع «فلسطين في الذاكرة».
- صورة جوية للبلدة.